# Les Révoltés de la Claire-Louise
Pour plus de détails, voir Fiche technique et Distribution.
Les Révoltés de la Claire-Louise (Appointment in Honduras) est un film américain réalisé par Jacques Tourneur, sorti en 1953.

## Synopsis
En 1910, le navire La Claire-Louise vogue vers le Nicaragua. Un passager, Jim Corbett, demande à débarquer au Honduras. Le capitaine s'y refusant, Jim s'empare du navire, aidé par des prisonniers que mène Reyes, et prend en otage les Sheppard. Une fois débarqués, il leur cache sa véritable mission, apporter de l'argent au président du Honduras, et s'enfonce dans la jungle avec eux...

## Fiche technique
- Titre original : Appointment in Honduras
- Titre français : Les Révoltés de la Claire-Louise
- Titre belge : Aventure au Honduras
- Réalisation : Jacques Tourneur
- Scénario : Karen DeWolf, d'après une histoire de Mario Silveira et Jack Cornall
- Photographie : Joseph F. Biroc (ASC)
- Montage : James Leicester
- Musique : Louis Forbes et Howard Jackson
- Son : Ben Winkler (en)
- Directeur artistique : Charles D. Hall
- Décors : Afred E. Spencer
- Costumes : Izzy Berne
- Producteur : Benedict Bogeaus
- Société de production : Alpine Productions
- Société de distribution : RKO Radio Pictures
- Pays d’origine :  États-Unis
- Langue originale : anglais
- Format : couleur (Eastmancolor) — 35 mm — 1,37:1 —  son Mono (Western Electric Recording)
- Genre : Film policier, Film d'aventure, Thriller
- Durée : 79 minutes (1 h 19)
- Dates de sortie :
  - États-Unis : 16 octobre 1953
  - Royaume-Uni : 22 mars 1954
  - Belgique : 21 mai 1954
  - Allemagne de l'Ouest : 9 juillet 1954
  - France : 6 mai 1955

## Distribution
- Glenn Ford (VF : René Arrieu) : Jim Corbett
- Ann Sheridan  (VF : Jacqueline Rambauville) : Sylvia Sheppard
- Zachary Scott  (VF : Pierre Asso) : Harry Sheppard
- Rodolfo Acosta : Reyes
- Jack Elam : Castro
- Ric Roman : Jiminez
- Rico Alaniz : Bermudez
- Stanley Andrews : Le capitaine MacTaggart
- Paul Conrad : Luis
- Stuart Whitman : Le télégraphiste
- Pepe Hern (non crédité) : un autochtone